# Hans Leip
Hans Leip (n. 22 septembrie 1893, Hamburg, Imperiul German – d. 6 iunie 1983, Fruthwilen⁠(d), cantonul Thurgau, Elveția) a fost un poet, romancier și dramaturg german, cunoscut în special pentru textul cântecului „Lili Marleen”.

## Biografie
Friedrich Leip, tatăl lui Hans Leip, fusese marinar și apoi muncitor portuar îb Hamburg, Aceste antecedente explică suviectele maritime apar în mare parte din lucrările scriitorului. În 1900-1904  Hans Leib a urmat școala prinară la Hamburg, în 1905-1909 un gimnaziu pedagogică (Seminarschule) și din 1909-1914 un liceu pedagogic (Präparandenschule). În 1914 a fost numit profesor la o școală din cartierul Rothenburgsort din Hamburg. În 1915, Hans Leip a fost concentrat și trimis pe frontul de răsărit.
În 1916 s-a însurat cu Lina Stellmann (1895–1969), cu care a avut o fiică, Grita Leip (1920–1981), A divorțat la câteva luni după nașterea acesteia, din cauxa pasiunii sale pentru artista de păpușari Cläre Popp, 1896-1978). După o călătorie în cursul căreia s-a oprit la Paris, Londra, Alger și New York, în 1925 se însoară cu Gretl Maria Haalck (1895–1939), cu care are două fiice. După decesul soșiei sale, în 1940 se însoară cu sora acesteia, Ilse Haalck (1902–1993). În 1944 s-a refugiat în Tirol cu Kläre Buchmann (1908–1945), editoare e editurii Cotta cu care colaborase. În octombrie 1945, Hans Leip    
s-a întors la familia sa, la Hamburg; despărțirea a determinat-o pe Kläre Buchmann să se sinucidă la decembrie. Hans Leip a adoptat-o pe fiica Klärei Buchmann, care se născuse cu puțin timp însinte, a divorțat și apoi s-a stabilit în Fruthwilen, cantonul Thurgau, Elveția.
În 1949, Hans Leip s-a însurat a patra oară. Soția sa Kathrin Bade (1914–1992) era o jurnalistă  elveșiană.
Hans Leip a murit 6 iunie 1983 in Fruthwilen, cantonul Thurgau, Elveția și a fost înmormântat în cimitirul bisericii Sfântul Ioan Botezătorul și Sfântul Vitus din satul Horn (am Bodensee), Baden-Württemberg, Germania.

## Opere

### Schițe și nuvele
- Laternen, die sich spiegeln, 1920 (u. Gedichte);
- Die Segelfähre, 1920;
- Die Brücke Tuledu, 1920
- Der Nigger auf Scharhörn, 1927
- Die getreue Windsbraut, 1929;
- Der Untergang der Juno, 1930
- Die Klabauterflagge oder Atje Potts erste und höchst merkwürdige große Fahrt,1933
- Herz im Wind, 1934
- Kapitän Buddel, 1935
- Wasser, Schiffe, Sand und Wind 1936 (în colaborare cu Fritz Lometsch)
- Begegnung zur Nacht. Geschichten von Häfen und Küsten, 1938
- Die Bergung, 1939
- Brandung hinter Tahiti, 1939
- Der Gast, 1943
- Der Widerschein, 1944
- Ein neues Leben, 1946
- Das Zauberschiff, 1946.
- Rette die Freude, 1947
- Abschied in Triest, 1949;
- Die Groggespräche des Admirals von und zu Rabums, 1953;
- Hol über, Cherub, 1960;
- Glück uhd Gischt, 1960;
- Der tote Matrose, 1964 (u. Gedichte);
- Sukiya oder Die große Liebe zum Tee, 1965.
- Am Rande der See, Erzählungen, 1967.

### Romane
- Der Pfuhl, 1923
- Godekes Knecht 1925
- Tinser, 1926;
- Die Blondjäger, 1929;
- Miß Lind und der Matrose, 1929
- Die Lady und der Admiral, 1933
- Heimreise, 1950);
- Jan Himp und die kleine Brise, 1934
- Max und Anni, 1935 (roman despre Max Schmeling și soția sa);
- Fähre VII, 1937;
- Das Muschelhorn, 1940
- Drachenkalb singe, 1949;
- Lady Hamiltons Heimreise,1950.
- Die Sonnenflöte, 1952;
- Der große Fluß im Meer, 1954 (roman despre Curentul Golfului);
- Des Kaisers Reeder, 1956 (biografia lui Albert Ballin);
- Die Taverne zum musischen Schellfisch, 1963 (roman autobiografic);
- Aber die Liebe. Aus der Westwindkartei des Herrn Toppendrall, 1969.

### Poezii
- Die Nächtezettel der Sinsebal, 1927;
- Die kleine Hafenorgel, 1937
- Das Schiff zu Paradeis, 1938
- Kadenzen. Neue Gedichte, 1942
- Die Laterne, 1942
- Das trunkene Stillesein. Elf Kadenzen und eine Anmerkung des Dichters über die Form der Kadenz, 1944;
- Der Mitternachtsreigen, 1947 (oratoriu)
- Heimkunft, Neue Kadenzen, 1947
- Frühe Lieder,1948
- Kurzgedichte, 1963
- Einige Kadenzen, 1964
- Garten überm Meer. Neue Kadenzen, 1968

### Teatru
- Der betrunkene Lebenskelch, 1921 (piesă pentru marionete);
- Seils inne Nacht, Urauff, 1926;
- Der Gaukler und das Klingelspiel, 1927 (pantomimă); sub pseudonimul Li-Shan Pe
- Der Raub der Europa (pantomimă);
- Herodes und die Hirten, 1929;
- Die Kolonie, 1932 (comedie);
- Blankenese ahoi, 1934;
- Idothea oder Die ehrenwerte Täuschung (comedie);
- Die schwebende Jungfrau, Des Seeräubers Albert Sägeband innere Einkehr, 1942;
- Fodos umd Biligund, 1947 (comedie);
- Barrabas, 1947 (despre Patimile lui Iisus Christos);
- Störtebecker, 1957;
- Jollus der Träumer, 1959
- Anne Bonny, 1967.

### Piese de teatru radiofonic
- Meerstern, 1926;
- Das blaue Band, 1929;
- Godeke Michels, 1930;
- Simon von Utrecht, 1932;
- Shanghai-Krawall, 1932;
- Simplicius Simplicissimus, 1935;
- Das Buxtehuder (piesă de Crăcoun), 1947;
- Der meergrüne Smaragd, 1950;
- Der Nigger auf Scharhörn, 1955;
- Seils in’e Nacht, 1968.

### Scenarii de film
- Jan Himp und die kleine Brise, 1934
- Florentine, 1937 (UFA);
- Gasparone, 1937 (UFA);
- Nordlicht, 1938 (UFA);
- Der letzte Appell, 1939 (UFA);
- Klar Deck überall (Tobis);

### Alte lucrări
- Altona, die Stadt der Parks an der Elbe, 1928;
- Brevier um fünf, 1928;â
- Von Großstadt, hansischem Geist, Grüngürtel, Schule und guten Wohnungen in Hamburg,1931.
- Unbedenkliche und bedenkliche Bemerkungen und Anekdoten den Ablauf von hundert Jahren Hamburger Künstlerverein betreffend.
- Segelanweisung für eine Freundin, 1933
- Strandgeflüster, 1933.
- Hamburg, Bielefeld u. a. 1934
- Liliencron, 1938.
- Ein hamburgisch Weihnachtslied, 1939.
- Eulenspiegel. Abwandlungen eines alten Themas, 1941
- Stachelschwein, 1945
- Störtebeker  1957.
- Und irgendwo die Steppe, Burg Hohenkrähen 1957.
- Die unaufhörliche Gartenlust, 1953;
- Hans Leib von ihm selber, 1957,
- Bordbuch des Satans, Eine Chronik der Freibeuterei, 1959;
- Hamburg, Eine Liebeserklärung zw. Feenteich u. Ozean, 1962;
- Hamburg, Juli 1943, 1963
- Ein halbes Jahrhundert Hamburg, 1965.
- Das ist Konstanz, 1976 (în colaborare Heinz Finke)
- Gleichschaltung im PEN Club in Hamburg. 1982.
- Das Tanzrad oder Die Lust und Mühe eines Daseins, 1979 (autobiografie)

### Lucrări postume
- Das Hans-Leip-Buch. Erinnerungen, Gedichte, Gedanken, Erzählunge, 1983
- Trischen [Tagebuchaufzeichnungen, Gedicht, drei Aquarelle], 1989
- Noch ist die Sonne wach. Lyrische Kadenzen, 1990
- Über die Kunst des Erzählens und weitere Vorträge, 1991.
- Kurzgedichte, 1992.
- Himmel über Pellworm, 1993.
- Sieben Lieder der Hilgesill, 1994.
- Fenster überm Strom, 1995.
- Tage- und Nächtebuch der Hamburger Puppenspiele, 2005.